# والنتینا زدراونیخ
والنتینا زدراونیخ (انگلیسی: Valentina Zazdravnykh؛ ۲۴ نوامبر ۱۹۵۴ - ۳۰ ژوئن ۲۰۲۳) بازیکن هاکی روی چمن اهل اتحاد جماهیر شوروی سوسیالیستی بود.